# Handbuch der deutschen Geschichte
Das Handbuch der deutschen Geschichte wird nach seinem Gründungsherausgeber Bruno Gebhardt auch „der Gebhardt“ genannt. 1891 begonnen, liegt das Werk mittlerweile in einer 10., völlig neuen Auflage vor, die zwischen 2001 und 2024 in 24 Bänden erschienen ist. Das anspruchsvolle Handbuch ist mit Einschränkungen auch für historische Laien verständlich; es richtet sich nicht zuletzt an Studierende der Geschichtswissenschaft für eine erste fachliche Orientierung.

## Geschichte
Bruno Gebhardt (1858–1905) war ein in Berlin wirkender deutsch-jüdischer Realschullehrer großpolnischer Herkunft. Seinen Kollegen wollte er ein praktisches Handbuch über die wichtigsten Daten und Entwicklungen der deutschen Geschichte an die Hand geben. Er wollte mit einer möglichst „vollständige[n], dem gegenwärtigen Stande der Wissenschaft entsprechende[n] deutsche[n] Geschichte […] mehr die Teilnahme der Gebildeten als der Fachgelehrten erringen […] und dazu beitragen, die Kenntnis der deutschen Geschichte zu verbreiten, aus der vaterländische Gesinnung und politische Reife erwächst.“ Das zweibändige Handbuch erschien erstmals 1891/92 als Zusammenarbeit von elf Gymnasiallehrern, Bibliothekaren und Archivaren.
Die 2. Auflage wurde 1901 publiziert, herausgegeben von Ferdinand Hirsch (1843–1915), Aloys Meister (1866–1925) und Robert Holtzmann (1873–1946), die damals bereits damit begannen, mehr und mehr Universitätslehrer hinzuzuziehen. Die 3. Auflage stammt von 1906, die 4. von 1910 und die 5. von 1913.
Ab der 6. Auflage (1922/23 in drei Bänden) unter Aloys Meister wurden die Beiträge von Universitätsprofessoren verfasst, und die zuvor eher politische Geschichte wurde durch Sozialgeschichte bereichert. Die 7. Auflage von 1930 unter Robert Holtzmann bestand wieder aus zwei Bänden.

## 8. und 9. Auflage: der Gebhardt unter Herbert Grundmann 1954 bis 1970
Der Mediävist Herbert Grundmann strukturierte das Werk völlig neu. Die 8. Auflage kam 1954 bis 1960 in vier Bänden beim Stuttgarter Union-Verlag heraus.
Die 9. Auflage wurde bis zu den Ereignissen der Jahre 1949/50 fortgeführt. Sie erschien zwischen 1970 und 1976 in vier Bänden beim Union Verlag und im Klett Verlag. Der vierte Band war in zwei Teilbände gegliedert. Herausgeber war wiederum Herbert Grundmann. Zwischen 1973 und 1980 wurde auch eine 22-bändige Taschenbuchausgabe dieser Auflage bei dtv herausgebracht. Nachdrucke der 9. Auflage erschienen bis 1999.
Die 9. Auflage verdient als ereignisgeschichtliches Kompendium heute noch eine gewisse Beachtung, die 10. Auflage verfolgt einen anderen methodischen Ansatz.
Im Zusammenhang mit der 8. und 9. Auflage des Gebhardt wurden vom Union-Verlag und später Klett-Cotta ab den 1960er Jahren weitere Handbücher konzipiert, die bis in die frühen 90er Jahre erschienen: Handbuch der europäischen Geschichte, hrsg. von Theodor Schieder, 7 Bde. in 8 Teilbde.n, 1968–1979; Handbuch der deutschen Wirtschafts- und Sozialgeschichte, hrsg. von Hermann Aubin und Wolfgang Zorn, 2 Bde., 1971–1976; Handbuch der europäischen Wirtschafts- und Sozialgeschichte, 10 Bde., 1980–1993.

### Einzelbände der 8. Auflage
Die 8. Auflage bestand aus vier Teilbänden:
- Band 1: Herbert Grundmann, Friedrich Baethgen (Hrsg.): Frühzeit und Mittelalter, 1954.
- Band 2: Herbert Grundmann, Max Braubach (Hrsg.): Von der Reformation bis zum Ende des Absolutismus, 1955.
- Band 3: Herbert Grundmann, Karl Erich Born (Hrsg.): Von der Französischen Revolution bis zum Ersten Weltkrieg, 1960.
- Band 4: Karl Dietrich Erdmann (Hrsg.): Das Zeitalter der Weltkriege, 1959.

### Einzelbände der 9. Auflage
Die 9. Auflage (1970–1973) teilte den vierten Band auf:
- Teilband 1: Der Erste Weltkrieg, die Weimarer Republik, 1973.
- Teilband 2: Deutschland unter der Herrschaft des Nationalsozialismus 1933–1939. Der Zweite Weltkrieg. Das Ende des Reiches und die Entstehung der Republik Österreich, der Bundesrepublik Deutschland und der Deutschen Demokratischen Republik, 1973.

Von dieser Ausgabe erschien bei dtv eine Taschenbuchausgabe:
- Band 1: Ernst Wahle: Ur- und Frühgeschichte im mitteleuropäischen Raum, 9. Auflage 1999.
- Band 2: Heinz Löwe: Deutschland im fränkischen Reich, 11. Auflage 1999.
- Band 3: Josef Fleckenstein, Marie Luise Bulst-Thiele: Begründung und Aufstieg des deutschen Reiches, 10. Auflage 1999.
- Band 4: Karl Jordan: Investiturstreit und frühe Stauferzeit 1056–1197, 10. Auflage 1999.
- Band 5: Herbert Grundmann: Wahlkönigtum, Territorialpolitik und Ostbewegung im 13. und 14. Jahrhundert : 1198–1378, 10. Auflage 1999.
- Band 6: Friedrich Baethgen: Schisma und Konzilszeit, Reichsreform und Habsburgs Aufstieg, 8. Auflage 1999.
- Band 7: Karl Bosl: Staat, Gesellschaft, Wirtschaft im deutschen Mittelalter, 10. Auflage 1999.
- Band 8: Walther Peter Fuchs: Das Zeitalter der Reformation, 10. Auflage 1999.
- Band 9: Ernst Walter Zeeden: Das Zeitalter der Glaubenskämpfe. 1555–1648, 9. Auflage 1999.
- Band 10: Max Braubach: Vom Westfälischen Frieden bis zur Französischen Revolution, 9. Auflage 1999.
- Band 11: Gerhard Oestreich: Verfassungsgeschichte vom Ende des Mittelalters bis zum Ende des alten Reiches, 8. Auflage 1999.
- Band 12: Wilhelm Treue: Wirtschaft, Gesellschaft und Technik in Deutschland vom 16. bis zum 18. Jahrhundert, 7. Auflage 1999.
- Band 13: Walter Schlesinger, Friedrich Uhlhorn: Die deutschen Territorien, 7. Auflage 1999.
- Band 14: Max Braubach: Von der Französischen Revolution bis zum Wiener Kongreß, 11. Auflage 1999.
- Band 15: Theodor Schieder: Vom Deutschen Bund zum Deutschen Reich: 1815–1871, 16. Auflage 1999.
- Band 16: Karl Erich Born: Von der Reichsgründung bis zum Ersten Weltkrieg, 16. Auflage 1999.
- Band 17: Wilhelm Treue: Gesellschaft, Wirtschaft und Technik Deutschlands im 19. Jahrhundert, 11. Auflage 1999.
- Band 18: Karl Dietrich Erdmann: Der Erste Weltkrieg, 11. Auflage 1999.
- Band 19: Karl Dietrich Erdmann: Die Weimarer Republik, 13. Auflage 1999.
- Band 20: Karl Dietrich Erdmann: Deutschland unter der Herrschaft des Nationalsozialismus. 1933–1939, 11. Auflage 1999.
- Band 21: Karl Dietrich Erdmann: Der Zweite Weltkrieg, 9. Auflage 1999.
- Band 22: Karl Dietrich Erdmann: Das Ende des Reiches und die Entstehung der Republik Österreich, der Bundesrepublik Deutschland und der Deutschen Demokratischen Republik, 9. Auflage 1999.

## Die 10. Auflage 2001 bis 2024
Die 10. Auflage, die im Klett-Cotta Verlag erschien, ist eine abermalige Neukonzeption mit anderen Autoren als bei der 8./9. Auflage. Herausgeber sind vier Professoren: der Mediävist Alfred Haverkamp, der Frühneuzeitler Wolfgang Reinhard, der Sozialhistoriker Jürgen Kocka und der Zeitgeschichtler Wolfgang Benz. Es wird zwischen vier Epochen unterschieden:
- Band 1 bis 8: Spätantike bis zum Ende des Mittelalters (Herausgeber Alfred Haverkamp).
- Band 9 bis 12: Frühe Neuzeit bis zum Ende des Alten Reiches 1495–1806 (Herausgeber Wolfgang Reinhard).
- Band 13 bis 17: 19. Jahrhundert 1806–1918 (Herausgeber Jürgen Kocka).
- Band 18 bis 24: 20. und 21. Jahrhundert 1918–2021 (Herausgeber Wolfgang Benz).[6]

Im Vorwort heißt es, das Handbuch solle die deutsche Geschichte in ihrer regionalen Vielfalt und in den europäischen Zusammenhängen darstellen und dabei die Teildisziplinen integrieren. Für ein breites Publikum solle der Stand der deutschen Geschichtsforschung gezeigt werden. Weiter meinen die Herausgeber in ihrem Vorwort:
„Anders als frühere Auflagen integriert der neue Gebhardt Politik-, Sozial-, Kultur- und Wirtschaftsgeschichte gleichgewichtig, statt die Geschichte der Politik erdrückend in den Mittelpunkt zu stellen. Der neue Gebhardt unterscheidet sich klarer als frühere Auflagen von einer bloßen Chronik deutscher Geschichte. Er ist analytischen Ansätzen verpflichtet, stellt explizit Fragen, macht Angebote für weiterführende Interpretation. Er versammelt das gesicherte Wissen und berichtet über gültige Interpretationen. Er bezeichnet aber auch Lücken im Forschungsstand, identifiziert das Fragwürdige, stellt sich Kontroversen und weist auf offene Probleme hin.“
Die 10. Auflage, deren erster Band 2001 erschien, fand im Oktober 2024 mit der Publikation eines Gesamtregisters ihren Abschluss. Nach Angaben des Verlages erschien der Gebhardt mit dieser Auflage "zum letzten Mal in der klassischen Buchform."

### Band 1
Alfred Haverkamp: Perspektiven des Mittelalters; Friedrich Prinz: Europäische Grundlagen deutscher Geschichte, 4.–8. Jahrhundert. Klett-Cotta, Stuttgart 2004, 672 Seiten, ISBN 3-608-60001-9.
Harm von Seggern rezensiert den ersten Band des neuen „Gebhardt“ für die Vierteljahrschrift für Sozial- und Wirtschaftsgeschichte. Er konstatiert, dass die Geschichtswissenschaft sich seit der Publikation der 9. Auflage „tiefgreifend gewandelt“ habe, „das Primat der Staats-, Politik- und Ereignisgeschichte“ sei „dem Verständnis einer multidisziplinären Geschichte gewichen, bei dem die Entwicklung auf vielen Feldern der Gesellschaft nachzuzeichnen ist.“ Dieser Konzeption sei auch der vorliegende Band verpflichtet, der aus zwei Teilen besteht. Während Haverkamp im ersten Teil die „allgemeine Periodisierung des Mittelalters“ diskutiere, zentrale Begriffe problematisiere und schließlich einen „notgedrungen knappen quellenkundlichen Grundriss“ gebe, liefere Friedrich Prinz eine „Gesamtdarstellung“ der europäischen Grundlagen deutscher Geschichte zwischen dem 4. und 8. Jahrhundert. Der Rezensent lobt das „ausgesprochen lesefreundliche“ Format des Bandes und urteilt: „Sowohl Haverkamps Einführung als auch Prinz’ Gesamtdarstellung bestechen durch ihre formale und inhaltliche Ausgewogenheit“.

### Band 2
Rudolf Schieffer: Die Zeit des karolingischen Großreichs, 714–887. Klett-Cotta, Stuttgart 2005, 239 Seiten, ISBN 3-608-60002-7
In der Süddeutschen Zeitung schreibt Christian Jostmann über das Buch: „Der Student, der sich auf eine Prüfung vorbereiten will, der Doktorand, der den Stoff des Studiums wiederholen muss, gleichfalls der historisch interessierte Laie erhalten ein gut lesbares Handbuch, das knapp, aber zuverlässig in die Geschichte nicht nur des östlichen Karolingerreichs einführt.“

### Band 3
Hagen Keller, Gerd Althoff: Die Zeit der späten Karolinger und der Ottonen. Krisen und Konsolidierungen 888–1024. Klett-Cotta, Stuttgart 2008, 475 Seiten, ISBN 978-3-608-60003-2.
Der Rezensent Wolfgang Huschner verweist in der Historischen Zeitschrift auf eine Neuinterpretation der Geschichte des ottonischen Reiches, die in den „letzten zwei Jahrzehnten“ stattgefunden habe. Diese „Neudeutung“ sei von den zwei Autoren des vorliegenden Bandes maßgeblich mitgeprägt worden. Dadurch sei es gelungen, die „nationalstaatlich determinierte Sicht des 19. und 20. Jahrhunderts“, wonach am Beginn der deutschen Geschichte ein glanzvolles ottonisches Kaiserreich gestanden habe, endgültig zu überwinden. Demgegenüber mache die Darstellung von Keller und Althoff deutlich, dass die Herrscher des 10. Jahrhunderts sich nicht als Könige oder gar Kaiser „der Deutschen“ sahen, sondern die „römische Kaiserwürde“ erstrebten.

### Band 4
Hanna Vollrath: Das Reich der Salier – Lebenswelten und gestaltende Kräfte 1024–1125. Klett-Cotta, Stuttgart 2024, 456 Seiten, ISBN 978-3-608-60004-9.

### Band 5
Alfred Haverkamp: Zwölftes Jahrhundert 1125–1198. Klett-Cotta, Stuttgart 2003, 319 Seiten, ISBN 3-608-60005-1.
Tobias Weller (H-Soz-u-Kult) zufolge legt Haverkamp im darstellenden Teil großen Wert auf Strukturgeschichte, von zwanzig Kapiteln seien nur neun der politischen Geschichte im engeren Sinne gewidmet, im Gegensatz zur stärker ereignisgeschichtlichen 9. Auflage. Haverkamp, ein souveräner Kenner der Materie, arbeitete die neueste Literatur ein. Seine Darstellung sei notgedrungen hochkonzentriert und richte sich daher eher an Leser mit Vorwissen als an diejenigen, die eine erste Orientierung suchen. Der Rezensent lobt die sorgfältige Lektorierung.

### Band 6
Wolfgang Stürner: Dreizehntes Jahrhundert 1198–1273. Klett-Cotta, Stuttgart 2007, 446 Seiten, ISBN 978-3-608-60006-3.
Der Rezensent Martin Kaufhold lobt den Band in einer Besprechung für das Deutsche Archiv für Erforschung des Mittelalters. Der Autor Wolfgang Stürner bewege sich „auf sicherem Terrain. Als vielfach ausgewiesener Kenner der Geschichte Friedrichs II. ist er mit einem großen Teil des Stoffs sehr gut vertraut. Seine Kenntnisse und sein immer abgewogenes Urteil verleihen dem Band einen fundierten Charakter.“ Stürner präsentiere ein „differenziertes und plausibles Bild der Zustände, die er beschreibt.“ Kritisch erwähnt der Rezensent die mangelnde Berücksichtigung der bäuerlichen Bevölkerung.

### Band 7a
Michael Menzel: Die Zeit der Entwürfe (1273–1347). Klett-Cotta, Stuttgart 2012, 332 Seiten, ISBN 978-3-608-60007-0.
Thomas Jeschke betont in der Zeitschrift für historische Forschung, „dass wir es hier mit einem gelungenen Handbuch deutscher Geschichte von 1273 bis 1347 zu tun haben.“ Menzel habe „ein klar konzipiertes, gut lesbares und kenntnisreiches Buch vorgelegt …, das dem Titel ‚Handbuch‘ vollends gerecht“ werde. Er schaffe es, „auch für den Laien die wichtigen Zusammenhänge nachvollziehbar darzustellen.“ Gegenüber den älteren Ausgaben des „Gebhardt“ registriert der Rezensent einen „Paradigmenwechsel“. Die klassische Politik- und Ereignisgeschichte, die noch in der 9. Auflage dominiert habe, nehme im vorliegenden Band nur etwa ein Drittel des Raumes ein. „Der Rest ist dem soziokulturellen Kontext im weiten Sinne gewidmet.“

### Band 7b
Christian Hesse: Synthese und Aufbruch (1346–1410). Klett-Cotta, Stuttgart 2017, 348 Seiten, ISBN 978-3-608-60072-8.
Die Schweizer Historikerin Gabriela Signori lobt in der Zeitschrift für historische Forschung die bemerkenswerte „Sorgfalt“ des Verfassers: „Jeder Teilabschnitt ist gründlichst recherchiert; sachkundig werden jeweils auf wenige Seiten konzentriert die neuesten Forschungsergebnisse zusammengefasst, und dies in einem angenehm lesbaren Stil.“ Problematisch findet sie die „Dominanz der Politik- und Ereignisgeschichte“ und die „Engführung“ auf deutsche Geschichte: „Ein Vergleich mit England, Frankreich und Italien hätte sichtbar gemacht, dass sich die Gesellschaft in einem gewaltigen Transformationsprozess befand, der sich … in den unzähligen Partizipationskämpfen niederschlägt, die sich in ganz Europa beobachten lassen.“
„Mit Spannung verfolgt die Geschichtswissenschaft das Erscheinen der Bände der 10., völlig neu bearbeiteten Auflage des 'Gebhardt – Handbuch der deutschen Geschichte'“, schreibt Sabine von Heusinger in ihrer Rezension für die Historische Zeitschrift. Aus ihrer Sicht hat Christian Hesse „einen überzeugenden Band“ vorgelegt: „Themen der jüngeren Forschung wie Schriftlichkeit, Genossenschaften oder Juden haben ebenso ihren Eingang in den Band gefunden wie Forschungen zu Bürgerunruhen als Beispiele für Konfliktaustragung.“ Der Schwerpunkt des Bandes liege eindeutig auf der politischen Geschichte, während den Bereichen Wirtschaft, Gesellschaft, Kultur und Kirche weniger Platz eingeräumt werde. Am Ende wünscht die Rezensentin dem „Band viele Leser und Leserinnen“.

### Band 8
Hartmut Boockmann, Heinrich Dormeier: Konzilien, Kirchen- und Reichsreform 1410–1495. Klett-Cotta, Stuttgart 2005, 319 Seiten, ISBN 3-608-60008-6.
Martina Hartmann verweist auf die Leistung Dormeiers, der ein älteres Manuskript des 1998 verstorbenen Boockmann aktualisieren und korrigieren musste. Das Resultat sei eine „leicht lesbare, mitunter auch spannende und gut gegliederte Darstellung“. Wegen seiner Fülle an weiterführender Literatur sei der Band für Spezialisten von Interesse, verliere aber auch die Studenten nicht aus dem Blick. Erläutert werde beispielsweise, warum zunächst nicht die Erfindung des Buchdrucks, sondern des Papiers wichtiger war. Mit großem Einfühlungsvermögen stelle Boockmann etwa die Situation des spätmittelalterlichen Klerus dar und räume mit alten Vorurteilen auf.
Detlev Mares schreibt, Boockmann zeichne „das Bild umsichtiger Herrscher“ (wie Friedrich III.), die geschickt und nicht ohne Erfolg agiert hätten, und auch wirtschaftsgeschichtlich lasse sich nicht ohne weiteres von der spätmittelalterlichen Krise sprechen. „Kontinuität statt krisenhaftem Ende des Mittelalters“ konstatiere Boockmann auch bei den ausführlich untersuchten kulturellen Entwicklungen. Es mute ironisch an, dass Boockmanns „meisterlich präzise formulierter Abschnitt“ im neuen Gebhardt das Mittelalter beende, denn Boockmann unterhöhle die Epochenscheide um 1500.

### Band 9
Wolfgang Reinhard: Probleme deutscher Geschichte 1495–1806; Reichsreform und Reformation 1495–1555. Klett-Cotta, Stuttgart 2001, 435 Seiten, ISBN 3-608-60009-4.
Bernd Roeck in der Zeit meint, der Gebhardt liefere nur „historische Hausmannskost“ und bleibe hinter den selbst gestellten Ansprüchen weit zurück. In den Bänden 9 und 10 (1495–1648) fehlen seiner Ansicht nach Themen wie Kulturtransfers, Mentalitäten oder „das soziale Gedächtnis der Deutschen“, und auch die Frauen kämen zu kurz. „Den Leser erwartet ein 16. Jahrhundert ohne die Kunst Arcimboldos und der anderen Manieristen mit ihren kryptischen Botschaften, ein Dreißigjähriger Krieg ohne Gryphius, ja selbst ohne Grimmelshausen“.

### Band 10
Maximilian Lanzinner: Konfessionelles Zeitalter 1555–1618; Gerhard Schormann: Dreißigjähriger Krieg 1618–1648. Klett-Cotta, Stuttgart 2001, 370 Seiten, ISBN 3-608-60010-8.
Der Franzose Christophe Duhamelle ist im Online-Rezensionsjournal Sehepunkte beeindruckt vom Gebhardt, „diesem einzigartigen Monument der deutschen Geschichtsforschung“, und er preist die „knappe Dichte“ und die Präzision. Prägnant an der Darstellung von Lanzinner sei die Neubewertung des Alten Reiches und seiner Institutionen. Überhaupt findet Duhamelle gut, dass die im vorherigen Gebhardt vernachlässigte Frühe Neuzeit mehr Raum erhalte, was auch die Entwicklung der Lehrstühle seit damals widerspiegele. Kritischer ist der Rezensent gegenüber der seiner Meinung nach „massive[n] Akzentsetzung auf das Konfessionelle und das Politische“, die er auf Lanzinners Auseinandersetzung mit Leopold von Ranke zurückführt: „Wer mit Ranke ringt, steht auf demselben Kampfplatz.“ Er gesteht Lanzinner aber zu, dass man in einer knappen Synthese nicht alles umfassen könne. Sie erörtere aber vieles, „und das auf sehr angenehme und klare Weise“.
Helga Schnabel-Schüle (PERFORM über Sehepunkte) glaubt nicht, dass der Band mit seinen vielen nicht erklärten Fachausdrücken (vor allem im ersten Teil) wirklich einem breiten Publikum zugänglich ist. Auch andere Leser hätten Mühe, Begriffe wie „flacianisch gesinnte Reichsstände“, „ostelbische Schlossgesassen“ oder „Piastenherzöge Schlesiens“ zu verstehen. Ferner kritisiert sie, dass einerseits die „Quellen und Literatur“ mit über fünfzig Seiten zu viel Raum bei 280 Textseiten insgesamt einnehme, andererseits die Auswahl der Literatur aber stellenweise unverständlich sei. Die Kritikpunkte seien aber nicht den Autoren, sondern der Konzeption des Handbuches anzulasten. In der Präsentation des Forschungsstandes zur Frühen Neuzeit seien die Reihen Oldenbourg Grundriss der Geschichte und Enzyklopädie deutscher Geschichte überlegen, in der Allgemeinverständlichkeit vor allem die Reihe Das Reich und die Deutschen aus dem Siedler-Verlag.
Auch Heinz Duchhardt  (PERFORM über Sehepunkte) findet, dass zumindest der Beitrag Schormanns etliche Titel in der Literatur vermissen lasse, außerdem gehe Schormann beispielsweise nicht auf die russisch-polnisch-schwedischen Komponenten des Dreißigjährigen Krieges ein. Gefallen hat Duchhardt, wie im Band die Forschung in ihren Tendenzen und Defiziten diskutiert werde, auch da biete Lanzinner mehr als Schormann. Der Rezensent wünscht sich etwas mehr Kultur- und Kunstgeschichte, etwas mehr Beleuchtung von Randgruppen und einen „mehr erkenntnisleitenden roten Faden“. Der Wert des Bandes liege in der Verlässlichkeit der Fakten und die Aufarbeitung des Forschungsstandes.

### Band 11
Johannes Burkhardt: Vollendung und Neuorientierung des frühmodernen Reiches 1648–1763. Klett-Cotta, Stuttgart 2006, 563 Seiten, ISBN 3-608-60011-6.
Für den Rezensenten Alexander Schunka ist der „Gebhardt“ die „Mutter aller Handbücher“. Band 11 biete „eine Reichsgeschichte vor allem als Darstellung seiner Institutionen, der Ereignisabläufe und der institutionellen Kommunikation, jeweils angereichert mit Forschungsmeinungen“, schreibt Schunka in H-Soz-Kult. Burkhardts Buch sei „zuerst und vor allem eine glänzend geschriebene historische Erzählung.“ Auch wenn „einige Stellen nicht immer ganz frei von Missverständnissen“ seien, gelinge es dem Autor, „seinen Lesern selbst noch so hölzern anmutende Konstrukte des Reichs wie Kreisassoziationen oder den Umbau des Kurkollegs als nachgerade spannende Phänomene darzustellen und den Leser mit Schlachten, aber auch mit scheinbar verwirrenden Dingen wie der bayerischen Bündnispolitik um 1700 zu fesseln.“

### Band 12
Walter Demel: Reich, Reformen und sozialer Wandel 1763–1806. Klett-Cotta, Stuttgart 2005, 448 Seiten, ISBN 3-608-60012-4.
Der „Gebhardt“ sei „eines der Flaggschiffe der deutschen Geschichtswissenschaft“ schreibt Matthias Schnettger in der Historischen Zeitschrift. In Demels Beitrag spiegele sich „die Akzentverschiebung der historischen Forschung weg von der politischen, hin zur Sozial- und Kulturgeschichte“. Demel habe in seinem Band „eine Fülle von Spezialuntersuchungen gründlich ausgewertet“ und „einen zugleich dichten und sehr gut lesbaren Text“ vorgelegt, urteilt der Rezensent.

### Band 13
Jürgen Kocka: Das lange 19. Jahrhundert. Klett-Cotta, Stuttgart 2002, 187 Seiten, ISBN 3-608-60013-2.
Nils Freytag (Sehepunkte) hält Kocka für den besten Kenner der Epoche, dem es immer wieder souverän gelänge, in den Kernabschnitten des Bandes „die fundamentalen Triebkräfte des Jahrhunderts analytisch“ vorzustellen, „ohne sich in Detailprobleme zu verstricken“. Er findet aber, Kocka habe seine Ausführungen zu sehr auf Preußen-Deutschland zugeschnitten. Die Stärken des Bandes lägen in den sozial- und wirtschaftsgeschichtlichen Passagen, detailliertere kultur- und politikgeschichtliche Ausführungen dürfe der Leser nicht erwarten. Da aber Vorwissen vorausgesetzt sei, seien Studienanfängern zunächst andere Werke zu empfehlen.

### Band 14
Helmut Berding, Hans-Werner Hahn: Reformen, Restauration und Revolution 1806 bis 1848/49. Klett-Cotta, Stuttgart 2010, 712 Seiten, ISBN 978-3-608-60014-8.
Andreas Fahrmeir lobt das Buch in der Historischen Zeitschrift für seine „Zuverlässigkeit und enzyklopädische Breite“. Dem Band gelinge die „Kombination aus der Vermittlung von etabliertem Wissen und dem Setzen neuer Akzente“ in „idealer Weise“. Abschließend schreibt der Rezensent: „Man kann nur hoffen, daß gegenwärtige und künftige Studierendengenerationen ihre Ängste vor längeren Büchern überwinden und ihr Wissen zum Deutschland des frühen 19. Jahrhunderts auch, wenn nicht sogar vor allem, aus diesem ‚Gebhardt‘ beziehen.“

### Band 15
Friedrich Lenger: Industrielle Revolution und Nationalstaatsgründung 1849–1870/71. Klett-Cotta, Stuttgart 2003, 451 Seiten, ISBN 3-608-60015-9.
Christian Jansen (Sehepunkte) meint, die Herausgeber Haverkamp, Reinhard, Kocka und Benz stünden für eine „auch methodisch reflektierte, theoretisch informierte Sozialgeschichte, die die konservativ-nationalistische Ausrichtung“ einer älteren deutschen Geschichtswissenschaft hinter sich gelassen habe. Dementsprechend hoch sei ihr Anspruch, die Sozial-, Kultur- und Wirtschaftsgeschichte zu integrieren. Das sei im vorliegenden Band gelungen, die Politikgeschichte beginne gar erst auf Seite 257. Im Bereich Wirtschaftsgeschichte lägen Lengers Stärken, dort sei er „leicht verständlich und innovativ zugleich“. Dagegen fielen die übrigen Teile ab. Konventionell und wenig inspirierend nennt der Rezensent die Gliederung dort, und teilweise sei die ältere, Bismarck entschuldigende nationalliberale Deutung übernommen worden. Gelungen wiederum sei hingegen das Kapitel über Bildung, Wissenschaft und Kultur, die ethnischen Minderheiten kämen aber zu kurz. Für Studierende könne die gut lesbar Überblicksdarstellung besonders empfohlen werden, trotz einiger zu speziellen Formulierungen. Schließlich beklagt er ein „typisch deutsche[s] Bilderverbot (keine Karten, keine Karikaturen, keine Kunst)“.

### Band 16
Volker Berghahn: Das Kaiserreich 1871–1914. Klett-Cotta, Stuttgart 2006, 486 Seiten, ISBN 3-608-60016-7.
Frank Becker (Sehepunkte) sieht im neukonzipierten Band eher ein Lesebuch als ein Nachschlagewerk. Bei aller Kompaktheit und Faktensättigung sei die Darstellung gefällig formuliert. Der in New York lehrende Autor profitiere offenkundig von der angelsächsischen Schule. Innovativ im Aufbau des Bandes sei die Integration von Politikgeschichte und Sozialgeschichte. Die Politik rücke sogar an die letzte Stelle. Vielversprechend sei auch die breite Themenpalette. Das Bild, das Berghahn vom Kaiserreich zeichne, sei jedoch wenig differenziert immer noch das eines autoritären Obrigkeitsstaates, mit dem Reichstag als pseudo-demokratischem Feigenblatt. Man habe „bedauerlicherweise den Eindruck, als hätten Herausgeber und Verfasser der Versuchung nicht widerstehen können, nach den langen Kämpfen ihrer Jugendzeit gegen das vorherrschende politikgeschichtliche Paradigma nun die Neuauflage des 'Gebhardt' dazu zu benutzen, mit derselben Halsstarrigkeit die Ansätze und Positionen der kritischen Sozialgeschichte der Siebzigerjahre zu kanonisieren.“

### Band 17
Wolfgang Mommsen: Die Urkatastrophe Deutschlands. Der Erste Weltkrieg 1914–1918. Klett-Cotta, Stuttgart 2002, 188 Seiten, ISBN 3-608-60017-5.
Wilfried Rudloff vermutet im Online-Rezensionsjournal Sehepunkte für den „Gebhardt“ in der 10. Auflage eine größere Konkurrenzsituation als für die Vorgänger, da es mehr andere Gesamtdarstellungen als früher gebe und „die Ansprüche an eine darstellerische Integrationsleistung“ gestiegen seien. Am Band zum Ersten Weltkrieg von Wolfgang Mommsen lobt Rudloff, wie Mommsen die Fäden der Forschung auf nur 150 Seiten souverän zusammenziehe. Neben anderen Ursachen, die den Krieg unvermeidlich gemacht hätten, nenne Mommsen immer noch die umstrittene Sozialimperialismus-These: Die Eliten hätten die Zuflucht im Kriege gesucht, um innenpolitische, gesellschaftliche Reformen zu vermeiden.
In H-Soz-u-Kult weist Jost Dülffer zunächst darauf hin, der Imperialismusforscher Wolfgang J. Mommsen gehöre zu den Wiederentdeckern des Ersten Weltkrieges als Themengebiet der jüngeren Geschichte. Der Gebhardt-Band gebe einen guten Überblick, beziehe Vor- und Nachgeschichte sowie die internationale Situation ein, nehme aber auch das Militärische und die Kriegstechnik ernst. In einem Schlüsselkapitel beziehe Mommsen die deutsche Gesellschaft mit ein, neu seien die breiteren Ausführungen über die kulturellen Eliten einschließlich der beiden großen Kirchen. „Die Darstellung atmet insgesamt den Geist des juste milieus der deutschen Geschichtswissenschaft dieser Generation von Historikern“, doch Kontroversen seien „insgesamt sehr stark einer ausgleichenden Sicht gewichen, die alte Grabenkämpfe […] weitgehend überwindet“. Dülffer lobt neben der klaren und schnörkellosen Diktion daher auch die „Lernfähigkeit [!] und Integrationskraft“ Mommsens. Dülffer findet übrigens den Preis des Bandes für Studierende eher zu hoch.

### Band 18
Wolfgang Benz, Ursula Büttner: Der Aufbruch in die Moderne – das 20. Jahrhundert. Weimar – die überforderte Republik 1918–1933. Klett-Cotta, Stuttgart 2010, 812 Seiten, ISBN 978-3-608-60018-6.
Band 18 eröffnet den letzten Teil des „Gebhardt“ (Band 18–23), der sich mit dem 20. Jahrhundert seit dem Ende des Ersten Weltkriegs beschäftigt. Der Band besteht aus zwei Texten: Wolfgang Benz liefert zunächst unter dem Titel Der Aufbruch in die Moderne auf 133 Seiten einen Überblick über die deutsche Geschichte im „Jahrhundert der Ideologien“. Den Hauptteil des Buches bildet auf 470 Textseiten Ursula Büttners Darstellung der Weimarer Republik. Das Urteil des Rezensenten Andreas Rödder in der Historischen Zeitschrift fällt uneinheitlich aus. Während er die Einführung von Benz wegen ihrer „thematischen, moralisierenden und nationalen Engführung“ kritisch beurteilt, lobt er Büttners Abhandlung über Weimar als „eine systematische und reflektierte, umsichtige und abgewogene Darstellung“.

### Band 19
Michael Grüttner: Das Dritte Reich 1933–1939. Klett-Cotta, Stuttgart 2014, 606 Seiten, ISBN 978-3-608-60019-3.
Bernward Dörner schreibt in der Zeitschrift für Geschichtswissenschaft, Grüttners Buch biete einen „ausgezeichneten Überblick über höchst unterschiedliche Felder der NS-Gesellschaft.“. Grüttner lege „plausibel“ dar, wie das NS-Regime eine „hohe Akzeptanz in der Bevölkerung“ erlangen konnte, grenze sich aber gleichzeitig von weitergehenden Positionen ab, die das Regime als „jederzeit mehrheitsfähige Zustimmungsdiktatur“ (Götz Aly) charakterisieren. „Überzeugend“ findet Dörner auch Grüttners These, dass der Holocaust „nicht als Plan, wohl aber als Option“ schon während der Vorkriegszeit in Hitlers Denken präsent gewesen sei. „Weniger gut ausbalanciert“ sei dagegen der Abschnitt über den Reichstagsbrand. Kritisch beurteilt Dörner Grüttners Aussage, die Hitlerjugend habe ihre Mitglieder ab einem bestimmten Zeitpunkt „zwangsweise“ rekrutiert. Abschließend heißt es: „Die exzellente Synthese wird Forschern, Studierenden, Lehrern sowie der historisch interessierten Öffentlichkeit Hilfe und wertvolle Orientierung bei ihrer Auseinandersetzung mit der NS-Zeit sein. Mehr kann man von einem Handbuch nicht erwarten.“
Joachim Scholtyseck lobt die Darstellung der „Friedensjahre“ des NS-Regimes durch Grüttner in der Historischen Zeitschrift als „rundum“ überzeugend. Scholtyseck hebt hervor, „dass die einzelnen Kapitel auch für denjenigen, der glaubt, mit der Geschichte der Jahre 1933 bis 1939 gut vertraut zu sein, immer wieder neue Erkenntnisse bieten, sei es zur Außenpolitik, zur Wirtschaft, zu Religion und Kirchenpolitik sowie zum Geschlechterverhältnis.“ Das Buch sei ein „vorzügliches“ Kompendium, „das souverän durch die schier unübersehbare Literatur zu den Jahren nach der Machtübernahme Hitlers führt. Der hohe Anspruch des Gebhardt, den Stand der deutschen Geschichtsforschung und -schreibung zu resümieren und zu reflektieren, wird vorbildlich erfüllt.“

### Band 20
Dieter Pohl: Nationalsozialistische Verbrechen 1939–1945. Klett-Cotta, Stuttgart 2022, 408 Seiten, ISBN 978-3-608-60020-9.
René Schlott (Süddeutsche Zeitung) meint, der Band von Dieter Pohl werde den „nicht gerade geringen Anforderungen“ des Vorwortes „vollauf gerecht“. Mit seinem umfassenden Blick, der es ermögliche „vielfältige Parallelen, etwa zwischen rassistischer und politischer Verfolgung“ sowie „die Interdependenzen zwischen den verschiedenen Verbrechenskomplexen, etwa zwischen dem Holocaust und dem Krankenmord“ aufzuzeigen, sei der Band „eine echte Innovation“. Der Rezensent sieht den Band außerdem als Zeichen eines Paradigmenwechsels innerhalb der deutschen Geschichtswissenschaft; die NS-Verbrechen seien im 9. Gebhardt auf nur sechs Seiten abgehandelt worden. In seiner Darstellung verzichte Pohl auf jede Art von narrativem Element. Er beschränke sich hingegen „fast ausschließlich auf die Chronologie der Fakten: Ort, Daten, Täter.“ Dieser Zugang mute zwar manchmal bürokratisch an, sei aber kein Manko, da er dem Gegenstand und dem Handbuchcharakter geschuldet sei. Mit Pohls „nüchterner Analyse“ und „akribischer Darstellung“ werde das Ziel verfolgt, das weltweit gewonnene Wissen über die verschiedenen NS-Verbrechenskomplexe an einem Ort zusammenzuführen und somit für zukünftige Generationen zu sichern.

### Band 21
Rolf-Dieter Müller: Der Zweite Weltkrieg 1939–1945. Klett-Cotta, Stuttgart 2004, 503 Seiten, ISBN 3-608-60021-3.
Dieter Pohl (Sehepunkte) hält den Experten Müller für die Herausforderung prädestiniert, „die globalen Implikationen des Krieges in ein Handbuch für deutsche Geschichte zu integrieren“ und gleichzeitig die Herrschaftsstruktur des NS-Staates und den Mord an den Juden anderen Bänden zu überlassen. Müller interpretiere die größte Schlacht des Krieges neu, die Auseinandersetzung bei Kursk; in den Mittelpunkt der deutschen Niederlage rückt die Landung 1944 in der Normandie, nicht Moskau oder Stalingrad. Müller lasse die Kriegsphase 1943–1945 endlich zu ihrem Recht kommen. Die Geschichte der Kriegsgesellschaft nehme ausreichend Platz ein, bleibe aber blass. Pohl kritisiert aber deutlich einige Aussagen wie die, die sowjetische Beherrschung Ostpolens ab 1939 sei von Anfang an brutaler gewesen als die deutsche im Westteil Polens. Die Zahl der polnischen Opfer beim Warschauer Aufstand sei zu niedrig, die der Opfer von französischen Racheaktionen nach der Befreiung zu hoch angesetzt. „Müllers Versuch Korrekturen am inzwischen dominierenden Narrativ der Kriegsgeschichte anzubringen ist also nicht durchweg gelungen.“ (siehe auch Sowjetische Kriegsverbrechen im Zweiten Weltkrieg, Kriegsverbrechen der Alliierten im Zweiten Weltkrieg #Frankreich).

### Band 22
Wolfgang Benz, Michael F. Scholz: Deutschland unter alliierter Besatzung 1945–1949. Die DDR 1949–1990. Klett-Cotta, Stuttgart 2009, 686 Seiten, ISBN 978-3-608-60022-3.
Dierk Hoffmann (Sehepunkte) bewertet die beiden in diesem Band publizierten Texte unterschiedlich. Der Beitrag von Wolfgang Benz über die Nachkriegsjahre unter alliierter Besatzung stütze sich hauptsächlich auf ältere Publikationen des Autors und biete „wenig Neues“. Demgegenüber habe Michael F. Scholz „eine insgesamt überzeugende Darstellung zur Geschichte der DDR vorgelegt. Er bietet ein differenziertes Bild des ostdeutschen Staates und hat die Forschungsliteratur weitgehend berücksichtigt.“

### Band 23
Edgar Wolfrum: Die Bundesrepublik Deutschland 1949–1990. Klett-Cotta, Stuttgart 2005, 696 Seiten, ISBN 3-608-60023-X.
Konrad H. Jarausch (H-Soz-u-Kult) sieht im Gebhardt eine „Meistererzählung in einer pluralen Interpretationslandschaft“. Am 23. Band kritisiert er die Entscheidung der Herausgeber, den Band erst mit dem Jahre 1949 beginnen zu lassen (wegen des Bandes 22). Außerdem habe man die DDR-Geschichte besser in diesen Band integriert, als Betrachtung der deutschen Teilung. Die DDR-Geschichte sei leider weitgehend ausgeblendet. Zu den Stärken des Bandes zählt Jarausch das breite Themenspektrum (darunter die „dritte industrielle Revolution“ und die Popmusik) sowie die „klare, flüssig geschriebene Darstellung“. Vom Handbuchcharakter gesehen bemängelt der Rezensent jedoch einige gefällige, überzogene Formulierungen: So habe die RAF angeblich keinen Rückhalt in der Bevölkerung gehabt, wo doch Wolfrum kurz darauf von der Sympathisantenszene spreche. Die Behauptung, Jimmy Carters Menschenrechtspolitik sei verfehlt gewesen, gehe wohl auf eine Beeinflussung durch die Memoiren von Helmut Schmidt zurück. Insgesamt aber biete der Band mit seiner informativen Darstellung gerade Studenten einen guten Einstieg.

### Band 24
Edgar Wolfrum: Deutschland von der Wiedervereinigung bis zur Gegenwart 1990–2021. Klett-Cotta, Stuttgart 2024, 472 Seiten, ISBN 978-3-608-60024-7.
In seiner Rezension für die Süddeutsche Zeitung informiert der Historiker und Journalist René Schlott darüber, dass der Band zu größeren Teilen auf Wolfrums 2020 publizierter Studie Der Aufsteiger beruhe. Neu seien drei von fünfzehn Kapiteln, darunter eine Analyse der Corona-Pandemie, die von Wolfrum als „Zäsur“ gedeutet werde. Der Band ende mit der Bildung der Ampel-Regierung und lasse daher die „Zeitenwende“ nach dem russischen Überfall auf die Ukraine unberücksichtigt. Der Rezensent verweist auf die Risiken einer solchen Darstellung, der notwendigerweise die zeitliche Distanz gegenüber den analysierten Ereignissen fehle. „Denn erst mit dem wachsenden zeitlichen Abstand treten die Folgen der Fehleinschätzungen und Versäumnisse“ der Politik „immer klarer zutage“. Als Beispiel verweist Schlott darauf, „wie sehr sich der heutige kritische Blick auf die 16-jährige Regierungszeit Angela Merkels von den Lobeshymnen bei ihrem selbst gewählten Abgang vor nicht einmal zweieinhalb Jahren unterscheidet.“ Wolfrums Ausgangstext, das Buch Der Aufsteiger, war vom Verlag wegen zahlreicher Plagiate zurückgezogen worden. Jochen Zenthöfer quantifiziert, dass der Band zu rund neunzig Prozent aus Wolfrums Buch Der Aufsteiger besteht. Weiterhin seien – so Zenthöfer – Plagiate und Bauernopfer enthalten. Man habe zwar die Plagiate, die die Frankfurter Allgemeine Zeitung 2022 in Der Aufsteiger nachwies, nachträglich mit Fußnoten verpasst. In Einzelfällen blieben die Nachweise jedoch „halbherzig“. Mehrere Plagiatsstellen, die 2022 von der FAZ entdeckt, aber nicht brieflich mit dem Verlag thematisiert wurden, blieben auch im Gebhardt bestehen.

### Band 25
Gesamtregister.  Klett-Cotta, Stuttgart 2024, 566 Seiten, ISBN 978-3-608-96666-4.

## Gesamtwürdigung und Kritik
Der Gebhardt, sowohl in der 9. als auch in der 10. Auflage, ist für ein breites Publikum gedacht, setzt aber für historische Laien viel Vorwissen voraus und verwendet teilweise sehr viele Fachbegriffe. Darüber hinaus wurden einigen Rezensionen zufolge manche Teilgebiete nicht genügend beachtet. Die allgemeine fachliche, traditionelle Qualität des Gebhardts wird jedoch in der Regel anerkannt. Mehrere Rezensenten weisen auf die solide äußere Ausgestaltung der 10. Auflage hin, die den Preis in die Höhe treibe und damit der Zielgruppe von Studierenden nicht entspreche. Da seit Erscheinen der 9. Auflage 1970 die Zahl der Handbücher und Überblicksdarstellungen zur deutschen Geschichte zugenommen hat, werde es für die 10. Auflage schwieriger sein, sich durchzusetzen.